# مايك ديريك
مايك ديريك (بالإنجليزية: Mike Derrick) هو لاعب كرة قاعدة أمريكي، ولد في 19 سبتمبر 1943 في كولومبيا في الولايات المتحدة، وتوفي بنفس المكان في 14 يناير 2009.

## وصلات خارجية
- مايك ديريك على موقعبيزبول رفرنس.كوم (الدوري الرئيسي) (الإنجليزية)
- مايك ديريك على موقعبيزبول رفرنس.كوم (الدوري الثانوي) (الإنجليزية)